# Джонсон (округ, Індіана)
Шаблон:StateAbbr_ 39°29′ пн. ш. 86°06′ зх. д. / 39.49° пн. ш. 86.1° зх. д.
Округ Джонсон (англ. Johnson County) — округ (графство) у штаті Індіана, США. Ідентифікатор округу 18081.

## Історія
Округ утворений 1823 року.

## Демографія
За даними перепису
2000 року
загальне населення округу становило 115209 осіб, зокрема міського населення було 95434, а сільського — 19775.
Серед мешканців округу чоловіків було 56427, а жінок — 58782. В окрузі було 42434 господарств, 31600 родин, які мешкали в 45095 будинках.
Середній розмір родини становив 3,06.
Віковий розподіл населення поданий у таблиці:
| Стать    | До 15 років | 15-21 | 22-29 | 30-39 | 40-49 | 50-65 | 65-85 | Понад 85 |
| -------- | ----------- | ----- | ----- | ----- | ----- | ----- | ----- | -------- |
| Чоловіки | 13386       | 5732  | 5949  | 9112  | 8784  | 8414  | 4640  | 410      |
| Жінки    | 12745       | 5370  | 5844  | 9423  | 8941  | 8871  | 6264  | 1324     |

## Суміжні округи
- Меріон — північ
- Шелбі — схід
- Бартолом'ю — південний схід
- Браун — південний захід
- Морган — захід

## Виноски
1. ↑  U.S. Decennial Census. United States Census Bureau. Архів оригіналу за 26 квітня 2015. Процитовано 10 липня 2014.
2. ↑  Historical Census Browser. University of Virginia Library. Архів оригіналу за 11 серпня 2012. Процитовано 10 липня 2014.
3. ↑  Population of Counties by Decennial Census: 1900 to 1990. United States Census Bureau. Архів оригіналу за 4 жовтня 2014. Процитовано 10 липня 2014.
4. ↑  Census 2000 PHC-T-4. Ranking Tables for Counties: 1990 and 2000 (PDF). United States Census Bureau. Архів оригіналу (PDF) за 18 грудня 2014. Процитовано 10 липня 2014.
5. ↑  Johnson County QuickFacts. Бюро перепису населення США. Архів оригіналу за 7 червня 2011. Процитовано 25 вересня 2011.(англ.) Наведено за англійською вікіпедією.
6. ↑  American FactFinder. Бюро перепису населення США. Архів оригіналу за 21 травня 2008. Процитовано 31 січня 2008.

| США | Це незавершена стаття з географії США. Ви можете допомогти проєкту, виправивши або дописавши її. |